# Never Too Late (песня)
«Never Too Late» — сингл группы Three Days Grace, из альбома One-X.

## Список композиций
| №  | Название         | Длительность |
| -- | ---------------- | ------------ |
| 1. | «Never Too Late» | 3:29         |

| №  | Название                                                       | Длительность |
| -- | -------------------------------------------------------------- | ------------ |
| 1. | «Never Too Late»                                               | 3:35         |
| 2. | «Pain (Clear Channel stripped version)»                        | 3:19         |
| 3. | «I Hate Everything About You (Clear Channel stripped version)» | 3:51         |

| №  | Название                       | Длительность |
| -- | ------------------------------ | ------------ |
| 1. | «Never Too Late»               | 3:29         |
| 2. | «Never Too Late (acoustic)»    | 3:31         |
| 3. | «Never Too Late (music video)» | 3:35         |

## Музыкальное видео
Видео начинается с маленькой девочки (которую играет Матрея Федор) в своей комнате, танцующей с родителями. Позже, это показывает, что её старшая личность (которую сыграла тогдашняя жена Адама Гонтье, Наоми Брюэр) борется с врачами, когда они привязывают её к больничной койке. Когда они сдерживают её, женщина смотрит на своего младшего себя, танцующего с её родителями (глазами женщины, её молодое лицо, кажется, выросло или носит крылья бабочки монарха на её спине, танцуя). Затем видео переходит к её молодому я, показывая мужчину, касающегося её, и она нерешительно улыбается. Видео показывает её танцы с её родителями, у которых есть повязки через глаза, означая, что они не знают, что происходит. Позже, следы рук, покрытые чёрным веществом, видны повсюду, в её спальне и на руке мужчины. Выявлено, что в детстве она подвергалась сексуальному насилию, что объясняет её травматическое расстройство, когда она стала старше. Поскольку женщина беспомощно привязана к больничной койке, ремни от головы до пят заменяются руками мужчины. Её младшая личность снова показана; прячется в своей комнате от нападавшего, который поднимает кровать, чтобы найти девушку, лежащую в позе эмбриона когда она видит ангела, который отбивается от мужчины, разбрасывая его перья по комнате девушки в процессе. Когда перья ангела падают на кровать взрослой женщины, а руки мужчины — вместо ремней — теряют свою хватку на ней и умирают (в связи с поражением ангела нападавшим), в конце концов её старшая сущность способна одолеть её страх и оставляет больничной койке, улыбаясь, в то время как её младшая личность возвращается к своей кровати.
На протяжении всего видео группа исполняет песню, хотя в ней также показаны сцены, в которых Адам Гонтье поёт и играет на гитаре в спальне девушки.

## Чарты
| Чарт (2007-08)                        | Позиция |
| ------------------------------------- | ------- |
| Canadian Hot 100                      | 30      |
| U.S. Billboard Hot 100                | 71      |
| U.S. Billboard Modern Rock Tracks     | 2       |
| U.S. Billboard Mainstream Rock Tracks | 1       |
| U.S. Billboard Mainstream Top 40      | 12      |
| U.S. Billboard Adult Top 40           | 13      |

### Сертификации
| Регион | Сертификация  | Продажи   |
| --- | ------------- | --------- |
| Канада (Music Canada) | Золотой       | 40 000    |
| США (RIAA) | 2× Платиновый | 2,000,000 |
| * Данные о продажах приведены только на основе сертификации. · ^ Данные о тиражах приведены только на основе сертификации. · Данные о продажах + прослушиваниях приведены только на основе сертификации. |               |           |